# 电影发行
电影发行是将电影提供给观众观看的过程，这通常是专业电影发行商的任务，他们将决定电影的营销策略、放映或收看媒体，并确定发行日期和其他事项。影片可以通过電影院或电视直接向公众放映，也可以通过个人家庭观看（包括DVD、隨選視訊、下载、通过广播联合制作的电视节目）。对于商业项目，电影发行通常伴随着宣传。